# The Fabulous Johnny Cash
The Fabulous Johnny Cash je treći album Johnnyja Casha. Objavljen je u siječnju 1959. u izdanju Columbia Recordsa, nakon Cashova odlaska iz Suna, a reizdanje je doživio 2002. pod istom kućom koja je do tada postala dio Legacy Records Sony Musica. Na reizdanju se nalazi šest bonus pjesama.

## Popis pjesama
Sve pjesme je skladao Johnny Cash, osim onih gdje je drugačije označeno.
1. "Run Softly, Blue River" – 2:22
2. "Frankie's Man Johnny" – 2:15
3. "That's All Over" (Jim Glaser) – 1:52
4. "The Troubadour" (Cindy Walker) – 2:15
5. "One More Ride" (Bob Nolan) – 1:59
6. "That's Enough" (Dorothy Coates) – 2:41
7. "I Still Miss Someone" (Cash, Roy Cash) – 2:34
8. "Don't Take Your Guns to Town" – 3:03
9. "I'd Rather Die Young" (Harry Smith, Billy Vaughn, Randy Wood) – 2:29
10. "Pickin' Time" – 1:58
11. "Shepherd of My Heart" (Jenny Lou Carson) – 2:10
12. "Suppertime" (Ira Stanphill) – 2:50

### Bonus pjesme
1. "Oh, What a Dream"  – 2:08
2. "Mama's Baby" – 2:22
3. "Fool's Hall of Fame" (Jerry Freeman, Danny Wolfe) – 2:10
4. "I'll Remember You" – 2:07
5. "Cold Shoulder" (Helene Hudgins) – 1:55
6. "Walking the Blues" (Cash, Robert Lunn) – 2:12

## Izvođači
- Johnny Cash - gitara, glavni izvođač, vokali
- Al Casey - gitara
- Luther Perkins - gitara
- Don Helms - steel gitara
- Marshall Grant - bas
- The Jordanaires - prateći vokali
- Marvin Hughes - kalvir
- Buddy Harman - bubnjevi
- Morris Palmer - bubnjevi

Dodatno osoblje
- Al Quaglieri - producent
- Don Law - producent
- Billy Altman - omot
- Don Hunstein - fotografija
- Seth Foster - digitalna obrada
- Mark Wilder - digitalna obrada, miksanje
- Hal Adams - fotografija s omota

## Ljestvice
Album - Billboard (Sjeverna Amerika)
| Godina | Ljestvica  | Pozicija |
| ------ | ---------- | -------- |
| 1958.  | Pop albumi | 19       |

Singlovi - Billboard (Sjeverna Amerika)
| Godina | Singl                          | Ljestvica        | Pozicija |
| ------ | ------------------------------ | ---------------- | -------- |
| 1959.  | "Don't Take Your Guns to Town" | Country singlovi | 1        |
| 1959.  | "Don't Take Your Guns to Town" | Pop singlovi     | 32       |
| 1959.  | "Frankie's Man, Johnny"        | Country singlovi | 9        |
| 1959.  | "Frankie's Man, Johnny"        | Pop singlovi     | 57       |

## Vanjske poveznice
- Podaci o albumu i tekstovi pjesama